# سباق سيارات

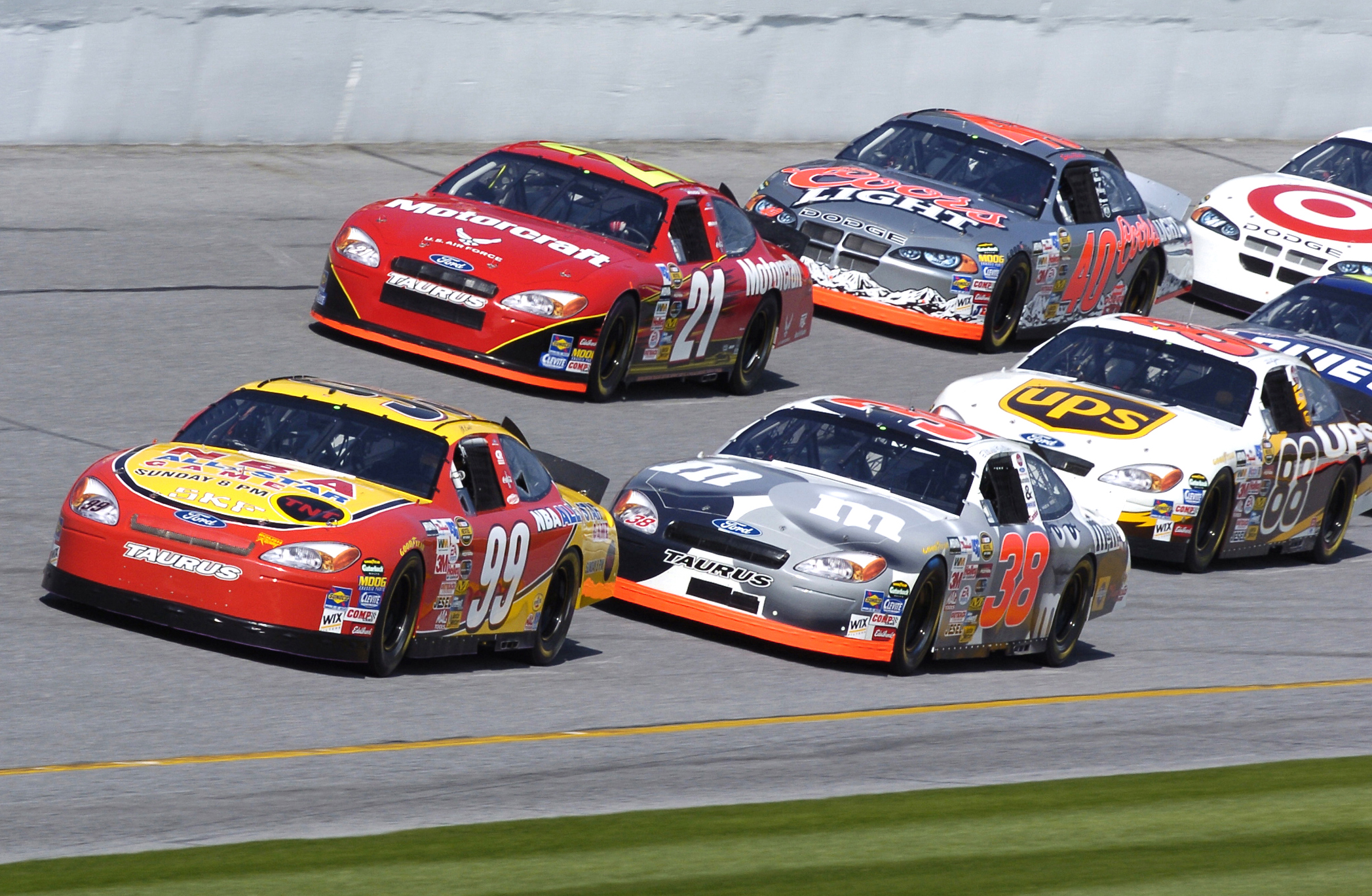
سباق ناسكار

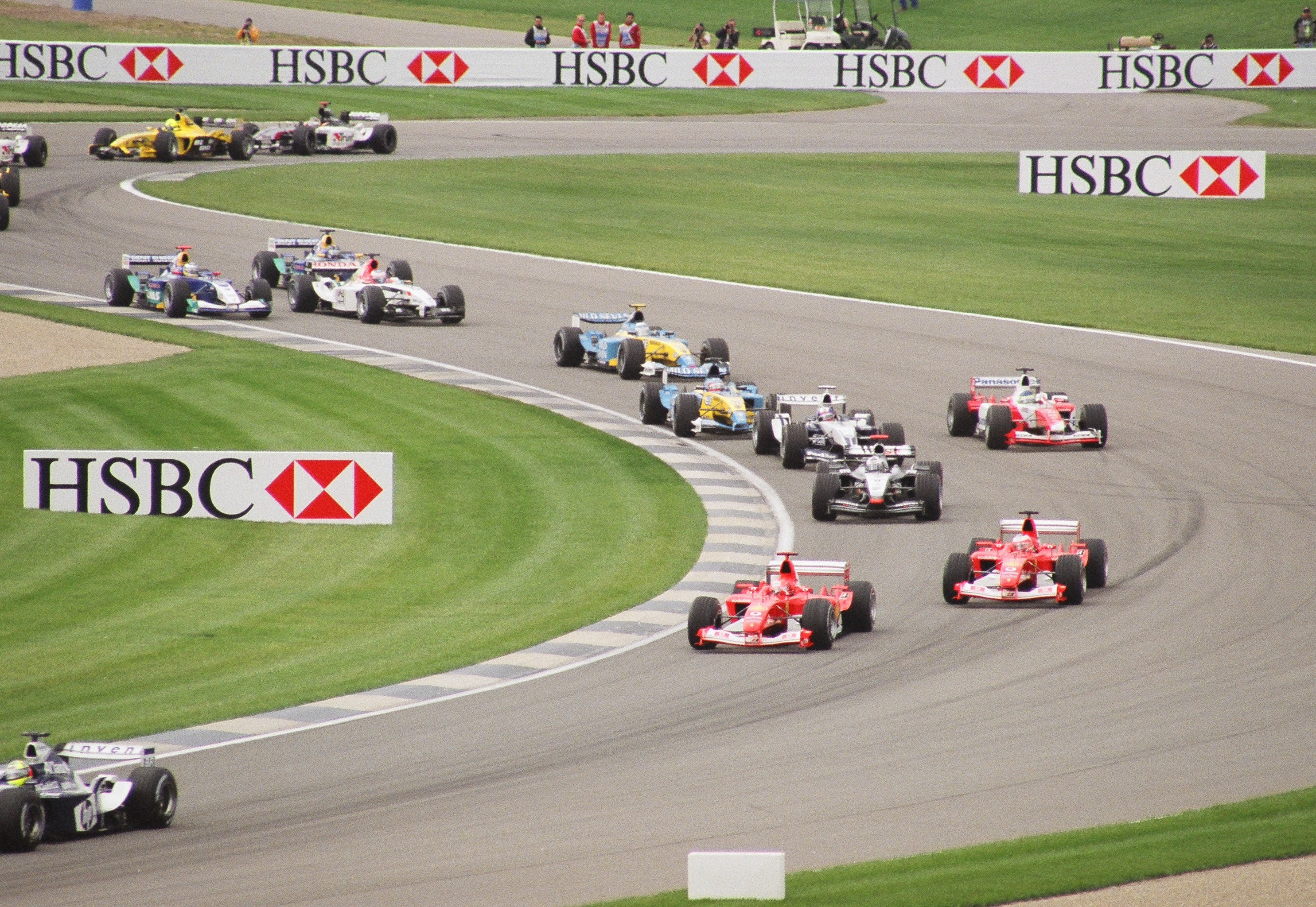
سباق فورميلا واحد

سباق السيارات (بالإنجليزية: Auto racing)‏ هي رياضة سباقية للسيارات، وإحدى أكثر سباقات السيارات شعبية. سباق العربات تشمل أيضاً سباق الدراجات النارية، وسباقات الزوارق، والسباقات الجوية. تعتبر سباقات السيارات من أكثر الرياضات مشاهدة حالياً، كما أن عوائدها المالية ليست بقليلة.
وترجع الشعبية الكبيرة لسباق السيارات إلى التنوع الكبير في سيارات السباق وإلى نوعية سباقات السيارات. وتتراوح أحجام السيارات بين سيارات صغيرة، مثل السيارات المصغَّرة المكشوفة التي كانت تسمى في الماضي جوكارت، وسيارات السباق المقفلة. ويمكن تقسيم جميع سيارات السباق إلى مجموعتين رئيسيتين هما: 1- سيارات الإنتاج 2- سيارات صُنعت خصيصًا للسباق. وتشمل سيارات الإنتاج السيارات المصنوعة أصلاً للركاب بعد تحويلها إلى سيارات للسباق. أما السيارات التي صُنِعت خصيصًا للسباق فمعظمها غير مصمَّم لنقل الركاب. وتتراوح سباقات السيارات مابين سباقات السرعة القصوى وهي لمسافة 400م وتستغرق ثوان محدودة، والسباقات ذات المسافات الكبيرة التي تدوم عدة أسابيع.[بحاجة لمصدر]
وتقام معظم سباقات السيارات على حلبات أو مسارات مقفلة، بعضها بيضي الشكل، يتميز بالمسارات القصيرة المستقيمة والمنحنيات التي قد تكون مائلة. وتكون أرضيات معظم الحلبات البيضيّة من الأسفلت، إلا أن الباقي منها تكون أرضياتها ترابية. وهناك أنواع أخرى من الحلبات ذات شكل غير منتظم تتضمن مستقيمات وتلالاً ومنعطفات متنوعة ذات انحدارات شديدة. وتُوصف المنعطفات العديدة بأسمائها، مثل دبوس الشعر ورِجْل الكلب وحرف S الإنجليزي. وتكون السباقات على الحلبات البيضية أسرع من السباقات على الطرق، نظرًا لإمكانية احتفاظ السيارات على المنحنيات المائلة بسرعات أعلى من سرعتها على المنعطفات الحادة غير المنتظمة. وتتفاوت أطوال الحلبات؛ فتوجد في حلبة نوربيرجرنج الواقعة بالقرب من كوبلينز بألمانيا، حلقتان: الحلقة الشمالية ويبلغ طولها 20,80كم، والجنوبية ويبلغ طولها 4,5كم. ويبلغ طول سباق إنديانا بوليس بالولايات المتحدة 500 ميل (805كم) ويجري على حلبة بيضيّة طولها 4,02كم.[بحاجة لمصدر]
وأصبحت سباقات الشوارع أو السباقات حول المنازل ذات شعبية متزايدة في سباق السيارات، إذ يجري مثل هذا السباق على مسار مؤقت في شوارع المدينة. وأشهر سباقات الشوارع هو ذلك الذي يقام سنويًا في موناكو. ولقد أُجريت سباقات الشوارع أيضاً في مدن مثل برمنجهام في إنجلترا ومونتريال في كندا.[بحاجة لمصدر]
وتوجد بمحاذاة حلبة سباق السيارات مناطق خاصة تسمى ورش الإصلاح، حيث يتوقف السائقون لتزويد سياراتهم بالوقود أثناء السباق. كما يمكن أن يقوم فريق في ورش الإصلاح بتغيير الإطارات، وإجراء الإصلاحات اليسيرة. وعادة ما يستغرق التوقف في ورش الإصلاح ثواني لعمل اللازم، حيث يمكن أن يسبب التأخير في ورش الإصلاح خسارة السائق للسباق. وتُعدُّ فرق ورش الإصلاح جزءًا من عدد كبير من فرق السباق المهنية. وتشتمل مثل هذه الفرق أيضًا على مصممي السيارات وصانعيها، ومهندسيها، ومسجلي الوقت وكذلك أصحاب السيارات والسائقين أنفسهم.[بحاجة لمصدر]

## تاريخ
بدأت سباقات السيارات مباشرة بعدما اخترعت السيارات التي تعمل على البنزين. نظمت أول مسابقة للسيارات في عام 1894 مجلة لو بيتي جورنال (Le Petit Journal) الفرنسية، وقد كان امتحاناً لمشاهدة السيارة الأفضل أداء. في العام التالي أقيم في فرنسا أول سباق حقيقي من باريس إلى بوردو. أول سباق دولي كان كأس غوردون بينيت. وكان الفائز في هذا السباق السائق إميل ليفاسور، وأكمل السباق بقطعه1،178 كيلومتر (732 ميل) في 48 ساعة و 47 دقيقة.
وكانت العادة ان اقيم حلبة للسباق في مدينة نيس في فرنسا عام 1897. ومنها انطلقت حلبات السباق في العديد من الدول وأصبح بعدها السباق يقوم بين دول وشركات تصنيع السيارات وليس بين الأفراد.
وبدأت السباقات تسعى للفوز في كائس غوردون.وقام أول سباق في الولايات المتحدة يوم 28 نوفمبر عام 1895.م في مدينة شيكاغو، وامتد السباق على بعد 54.36 ميل (87.48 كم)على امتداد شمال بحيرة لإيفانستون من الجانب الجنوبي لمدينة شيكاغو في ولاية إلينوي. وقد فاز بالسباق فرانك دوريا.[بحاجة لمصدر]

## أنواع السباقات

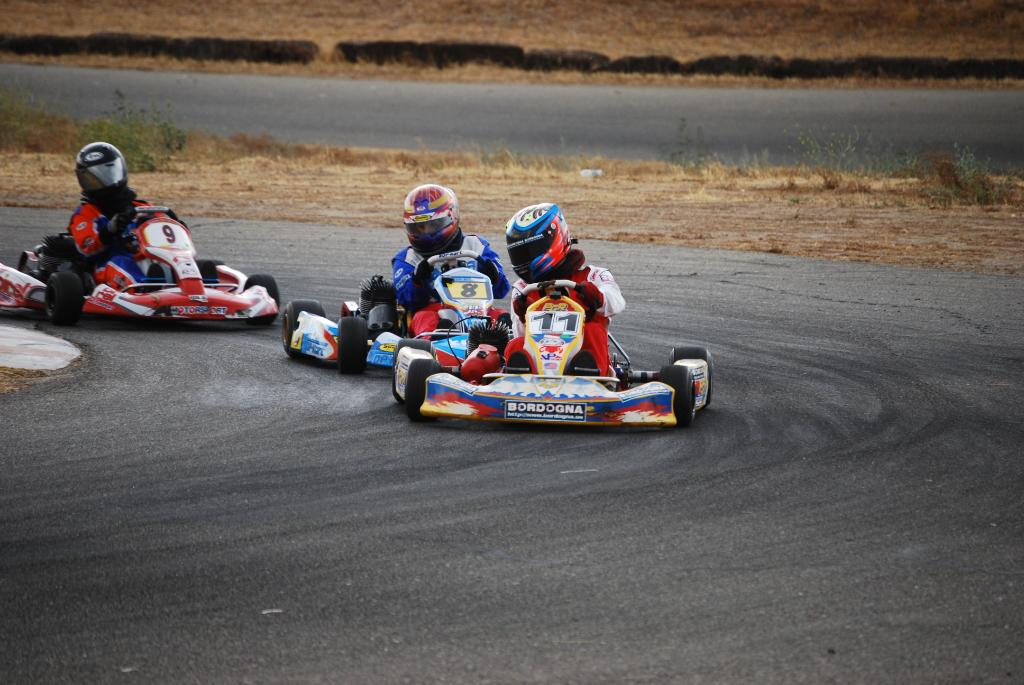
سباق الكارت أتواتر في كاليفورنيا التي استضافه الاتحاد الدولي للكارتينغ.

هناك العديد من الأنواع لسباقات السيارات منها:
- أوتوكروس.
- سباق أوتوغراس.
- سباق السجق.
- مسار سباق الشاحنات.
- سباق هدم ديربي.
- سباق الدراجات النارية.
- الأوساخ مسار سباق الشاحنات القذر.
- الانجراف(رياضة السيارات).
- فولكريس.

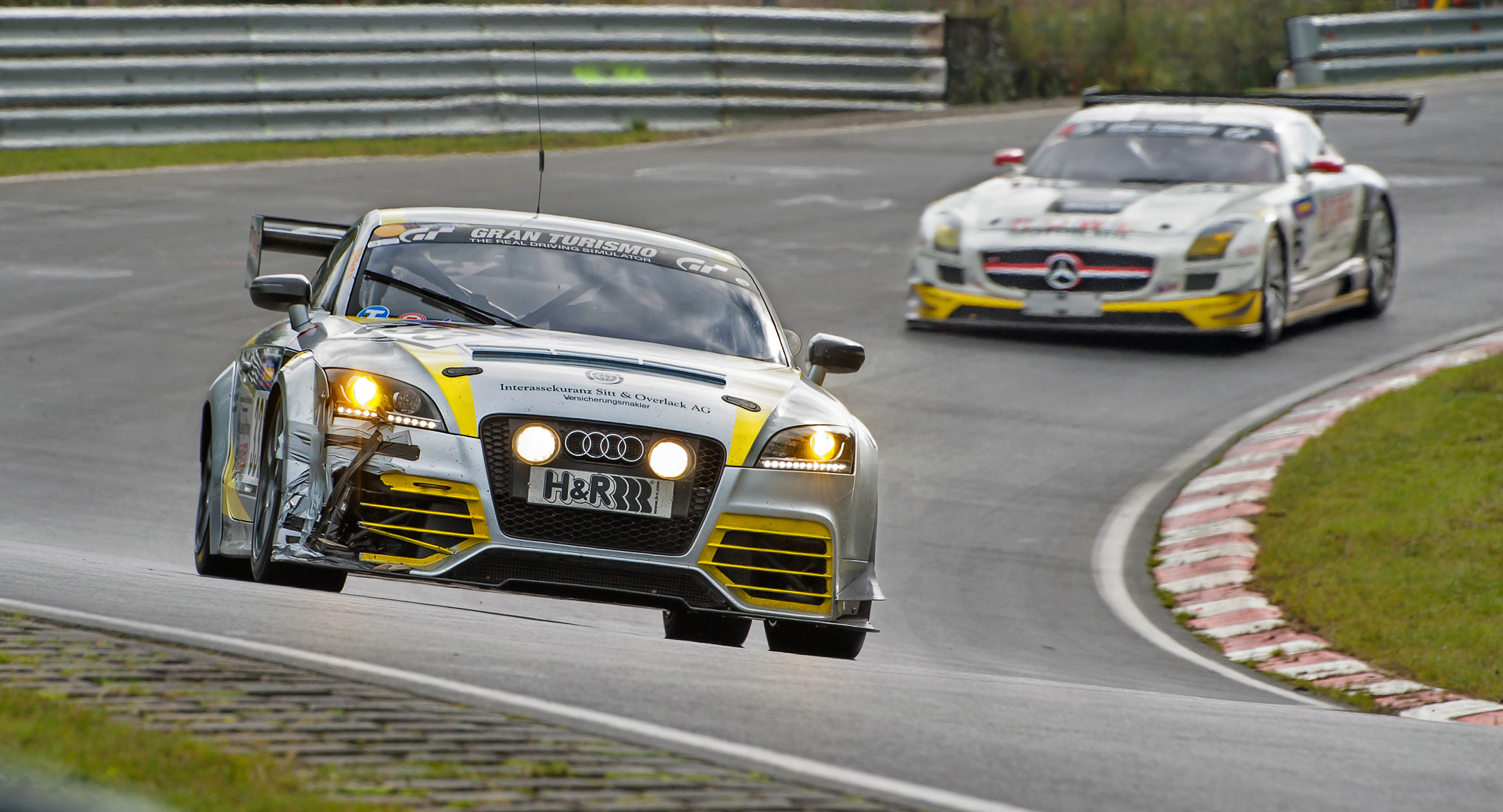
سباق السيارات

- سباق السائقين المحترفين عالي الاداء.
- سباق هيلكليمبينغ أو تسلق التلة.
- سباق الجليد.
- أساطير سباقات السيارات.
- سباق السيارات القزم.
- سبرينت المصغرة.
- سباق الشاحنة الوحش.
- سباق شاحنة ال بيك اب.
- سباق رالي الصليب رالي كروس.
- سباق الطريق.
- سباق المضمار القصيرللسيارات.
- سباق التعرج.
- سبرينت سباقات السيارات.
- سباق ركض السيارات.
- سباق وقت الهجوم.
- سباق الشاحنة.
- منافسة إدارة الصمود.
- يبغ.
- سباق كارت.
- سباق الفئة الأولى.
- رالي السيارات.

## فئات

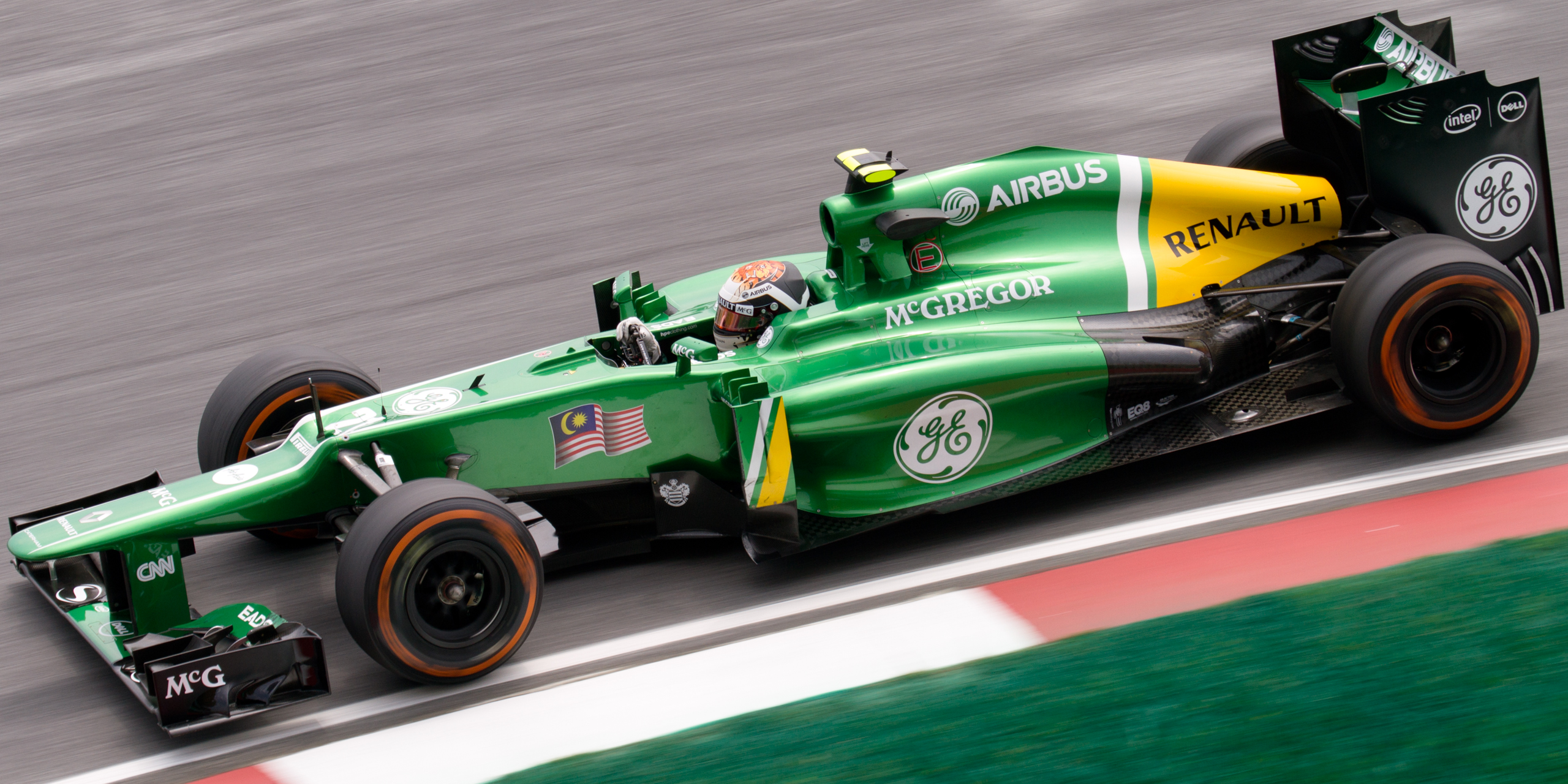
جدو فان دير غارد يقود كاترهام CT03 في حلبة سيبانغ الدولية

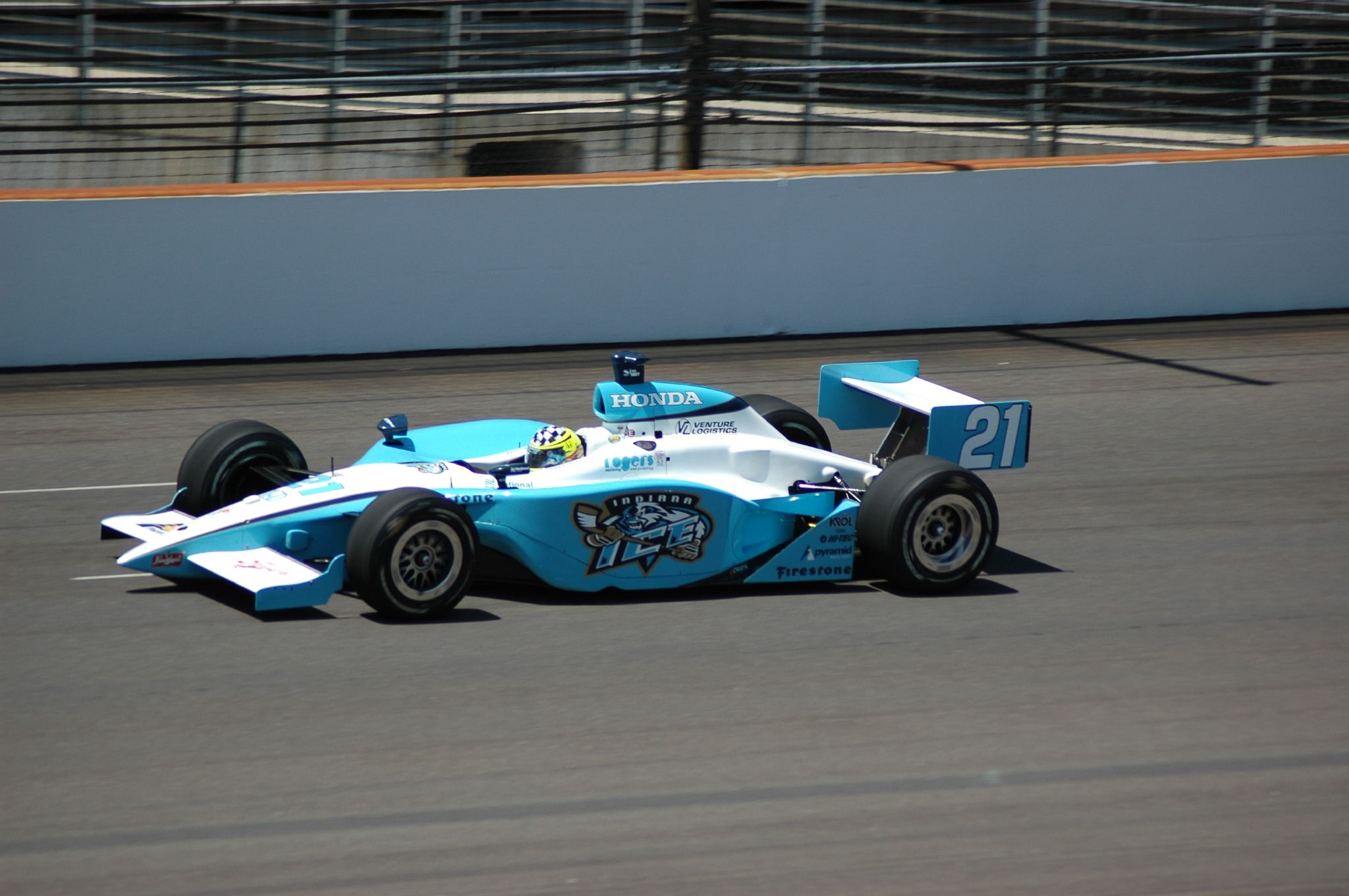
هيكل من سلسلة بانوز GF09 إنديكار يقودها جاك لازيير (Jaques Lazier) أثناء التدريب على إنديانابوليس 500 لعام 2007

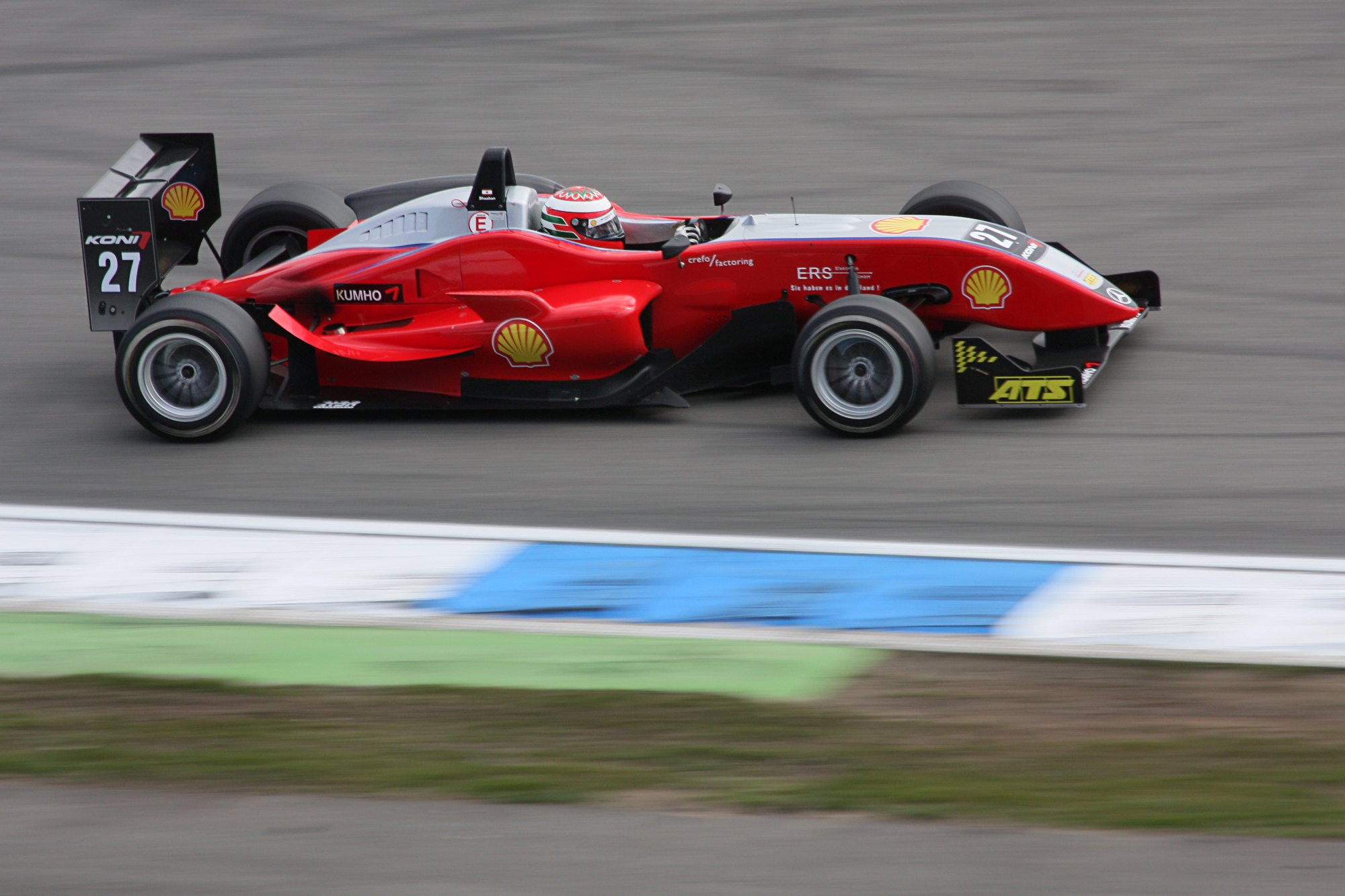
سباق سيارات الفورمولا ثلاثة في حلبة هوكنهايم 2008

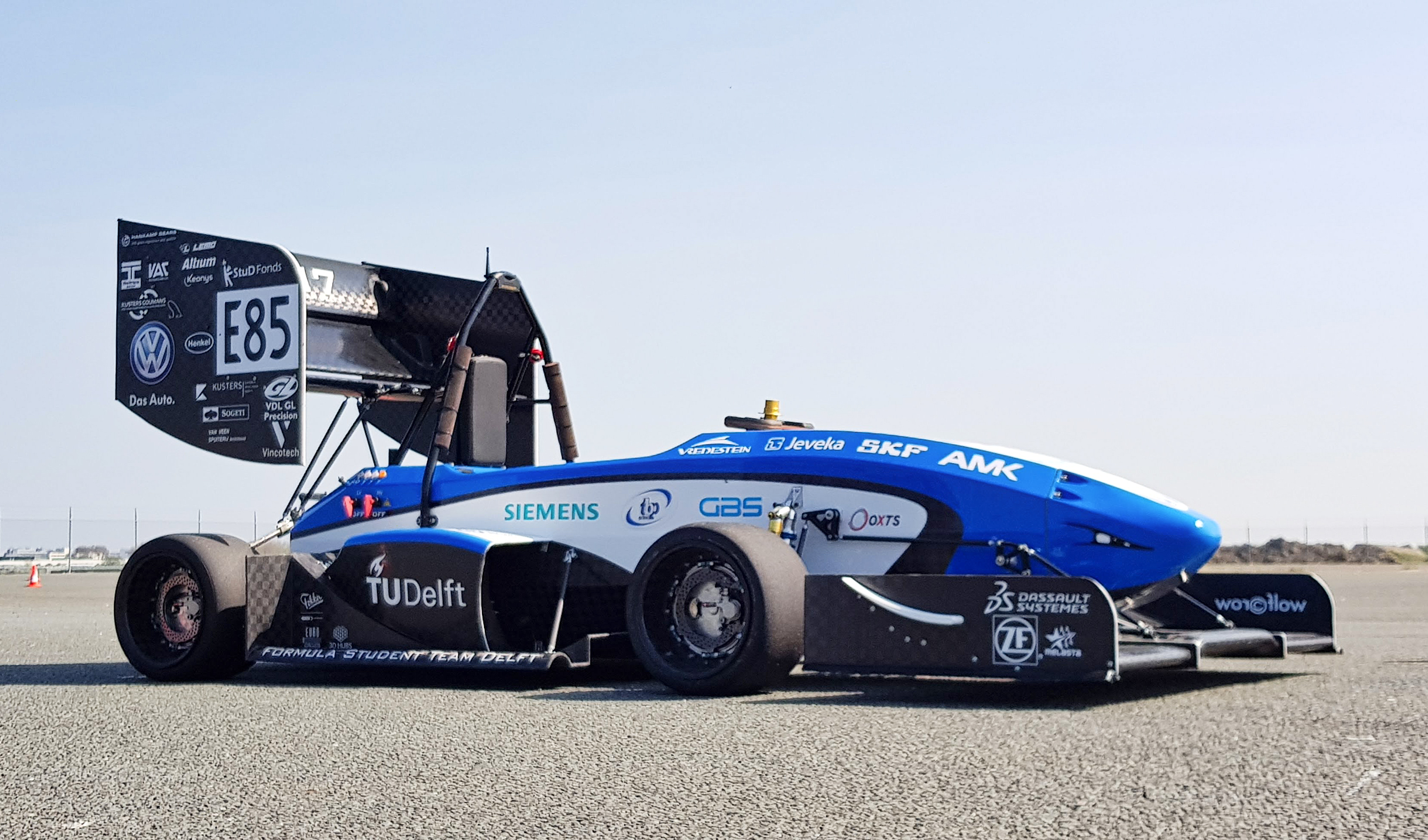
سيارة السباق الكهربائية لعام 2017 في فورمولا ستيودنت من جامعة ديلفت للتكنولوجيا

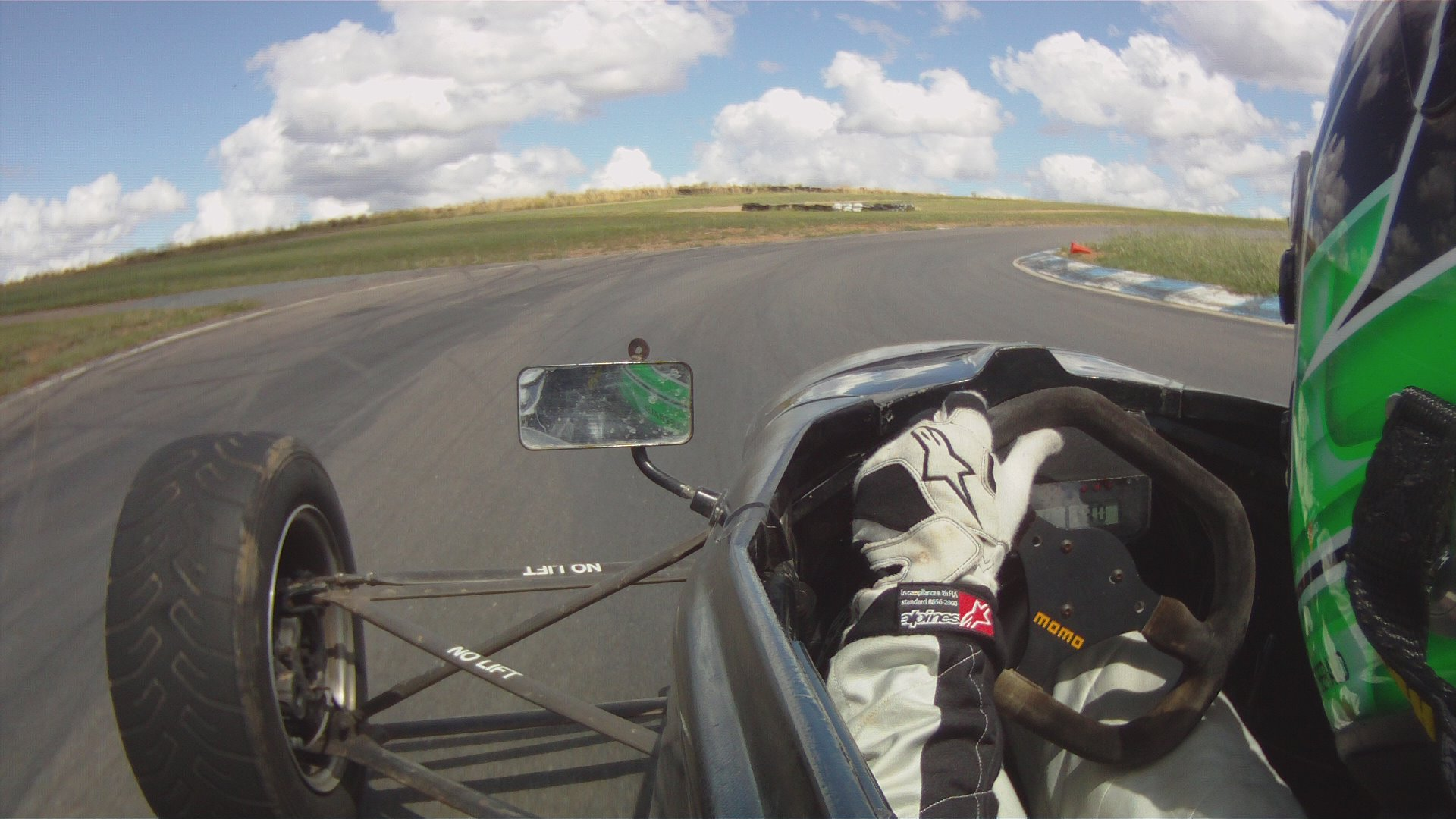
مجال رؤية سائق السباق

### السباق المفتوح
النوعان الأكثر شعبية من سباقات الطرق المفتوحة هما فورمولا 1 وسلسلة إندي كار. F1 هي سلسلة عالمية تدير فقط حلبات سباق الشارع وحلبة السباق. وتعتمد هذه السيارات بشكل كبير على التكنولوجيا والديناميكا الهوائية. وقد تم تسجيل الرقم القياسي للسرعة في عام 2005 من قبل خوان بابلو مونتويا مسجلاً 373 كم / ساعة (232 ميلاً في الساعة). بعض من أبرز السباقات هي موناكو جراند بريكس، والجراند بريكس الإيطالي، وسباق الجائزة الكبرى البريطاني. ينتهي الموسم بالتتويج ببطولة العالم للسائقين والبناة.
في سباق المقعد الفردي (عجلة مفتوحة) لا يتم تغطية العجلات، وغالبًا ما تحتوي السيارات على أجنحة هوائية أمامية وخلفية لإنتاج قوة سفلية وتعزيز الالتصاق بالمسار. في أوروبا وآسيا يُشار إلى السباقات ذات العجلات المفتوحة عمومًا باسم «الفورمولا»، مع اللواحق الهرمية المناسبة. أما في أمريكا الشمالية لا يتم اتباع مصطلحات «الصيغة» (باستثناء F1). وعادة ما يتم ترتيب الرياضة لاتباع تنسيق دولي (مثل F1)، تنسيق إقليمي (مثل السلسلة الأوربية فورميلا 3)، و/أو تنسيق محلي أو خاص بدولة معينة (مثل بطولة فورمولا الألمانية، أو فورمولا فورد البريطانية).
أشهر السلاسل في الولايات المتحدة هي سلسلة إندي كار. كانت السيارات تشبه تقليديًا سيارات فورمولا 1، وإن كانت أقل تطورًا من الناحية التكنولوجية مع المزيد من القيود على التكنولوجيا التي تهدف إلى التحكم في التكاليف. وعلى الرغم من أن هذه السيارات ليست متقدمة من الناحية التكنولوجية إلا أنها أسرع، ويرجع ذلك أساسًا إلى أنها تتنافس على حلبات السباق البيضاوية، حيث تكون قادرة على متوسط لفة بسرعة 388 كم/ساعة (241 ميل في الساعة). وأكبر سباق لهذه السلسلة هو إنديانابولس 500 والذي يشار إليه عادة باسم «أعظم مشهد في السباق» ("The Greatest Spectacle in Racing") نظرًا لكونه أطول سباق متواصل ولديه أكبر عدد من الجماهير لحدث رياضي ليوم واحد (350.000+).
سلسلة السباقات الدولية الرئيسية الأخرى ذات المقعد الواحد هي الفورمولا 2 (المعروفة سابقًا باسم الفورمولا 3000 وسلسلة جي بي 2). وتشمل السلسلة الإقليمية فورمولا نيبون وفورمولا V6 آسيا (على وجه التحديد في آسيا)، وفورمولا رينو 3.5 (Formula Renault 3.5) المعروف أيضًا باسم بطولة العالم من رينو، سلسلة الخلافة من السلسلة العالمية من نيسان، وفورمولا 3 وفورمولا بالمر أودي وفورمولا أتلانتيك. وفي عام 2009 أدت بطولة FIA فورمولا اثنان إلى إحياء سلسلة F2. تشمل السلسلة المحلية أو الخاصة بكل بلد فورمولا 3 وفورمولا رينو مع السلسلة التمهيدية الرائدة فورمولا فورد.
لا يقتصر السباق ذو المقعد الواحد على الفرق والسائقين المحترفين فقط. إذ توجد العديد من نوادي سباقات الهواة. ففي المملكة المتحدة سلسلة الأندية الرئيسية هي نادي مونوبوستو راسينغ و BRSCC F3 (سابقًا ClubF3، سابقًا ARP F3) وفورمولا في ونادي فورمولا فورد. وتلبي كل سلسلة قسمًا من السوق، حيث يقدم البعض في المقام الأول سباقات منخفضة التكلفة، بينما يهدف البعض الآخر إلى تجربة أصيلة باستخدام نفس اللوائح مثل السلسلة الاحترافية (BRSCC F3).
هناك فئات أخرى من سباقات المقعد الواحد بما في ذلك سباقات الكارت، التي تستخدم آلة صغيرة منخفضة التكلفة على حلبات السباق الصغيرة. وقد بدأ العديد من كبار السائقين الحاليين حياتهم المهنية في سيارات الكارتينج. وتمثل الفورمولا فورد الفئة الأولى الأكثر شعبية من فئة العجلات المفتوحة للسائقين الصاعدين الذين يخرجون من سيارات الكارتينج. لكن لا تزال السلسلة هي الخيار المفضل، حيث قدمت حزمة هوائية وبقع مما يسمح للسائقين الصغار باكتساب الخبرة في سيارة سباق ذات ديناميكيات أقرب إلى F1. وسلسلة النجمة مازدا (Star Mazda) هي سلسلة أخرى للمبتدئين.
يمكن للطلاب في الكليات والجامعات أيضًا المشاركة في سباقات ذات مقعد واحد من خلال مسابقة الفورمولا SAE، والتي تتضمن تصميم وبناء سيارة ذات مقعد واحد في فريق متعدد التخصصات ومسابقتها في المنافسة. ويؤدي هذا أيضًا إلى تطوير المهارات الشخصية الأخرى مثل العمل الجماعي، مع تعزيز رياضة السيارات والهندسة.
تم إنشاء أول فريق لسباقات الفورمولا من النساء في العالم في عام 2006. وقد كانت المجموعة عبارة عن مجموعة من السائقين من تخصصات سباقات مختلفة وتم تشكيلها لطيار واقع MTV، والذي تم تصويره في مازدا ريسواي حلبة لاغونا سيكا (Mazda Raceway Laguna Seca).
في ديسمبر 2005 وافق الاتحاد الدولي للسيارات على سباقات فورمولا المتفوق (Superleague Formula)، والتي ظهرت لأول مرة في عام 2008 حيث تمتلك فرق السباقات وتديرها أندية رياضية بارزة مثل إيه سي ميلان وليفربول إف سي.
بعد 25 عامًا من الابتعاد عن الرياضة أعاد بطل الفورمولا 2 السابق جوناثان بالمر فتح فئة F2 مرة أخرى. وقد تخرج معظم السائقين من سلسلة فورمولا بالمر أودي. تم تسجيل الفئة رسميًا على أنها بطولة الفيا فورمولا إثنين. وتحتوي معظم الجولات على سباقين وهي سباقات دعم لبطولة العالم الفيا لسيارات السياحة.

### سباق سيارات السياحة

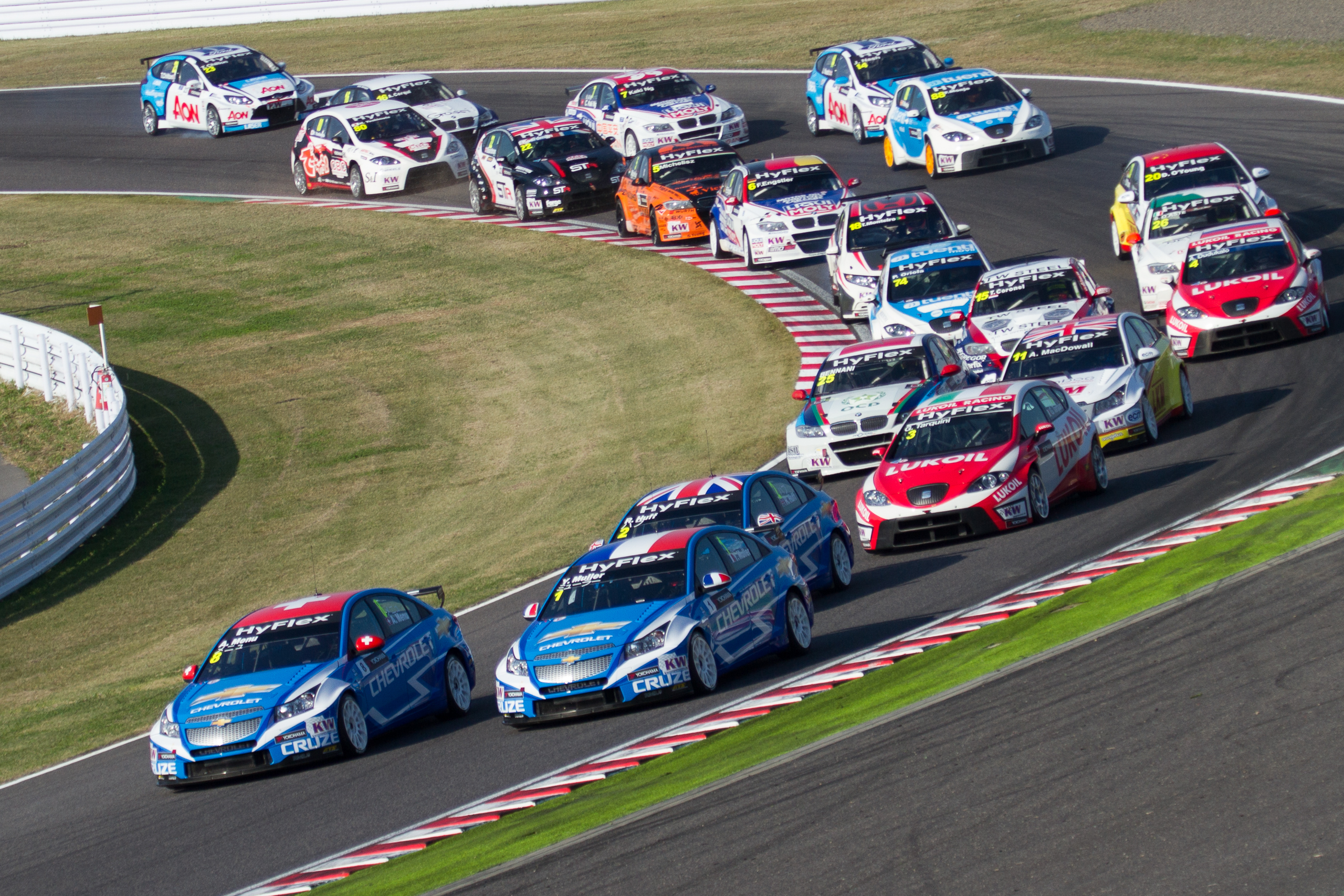
الدورة الافتتاحية لسباق 2012 WTCC من اليابان

سباق السيارات السياحية (Touring car racing) هو أسلوب من سباقات الطرق يتم تشغيله باستخدام سيارات السباق المستمدة من الإنتاج. وغالبًا ما يتميز بسباق الاتصال الكامل بسبب فروق السرعة الصغيرة والشبكات الكبيرة.
البطولات الرئيسية للسيارات السياحية التي أجريت في جميع أنحاء العالم هي بطولة السيارات الخارقة (أستراليا)، وبطولة السيارات البريطانية السياحية وبطولة دويتشه تورنفاجن ماسترز (DTM)، وبطولة العالم للسيارات السياحية. وكأس السيارة السياحية الأوروبية هو حدث ليوم مفتوح واحد لمواصفات سوبر 2000 للسيارات السياحية من العديد من البطولات الوطنية في أوروبا.
تهيمن بطولتي تحدي السرعة العالمي للسيارات السياحية وGT التابعة لنادي السيارات الرياضية الأمريكية في أمريكا الشمالية. كما تمر سلسلة ترانس آم (Trans-Am) الأمريكية التاريخية بفترة انتقالية، لكنها لا تزال أطول سلسلة سباقات على الطرق في الولايات المتحدة. وتوفر الرابطة الوطنية لرياضة السيارات أيضًا مكانًا للهواة للتنافس في السيارات المصنوعة محليًا والمشتقة من المصنع في مختلف الدوائر المحلية.

### سباق السيارات الرياضية

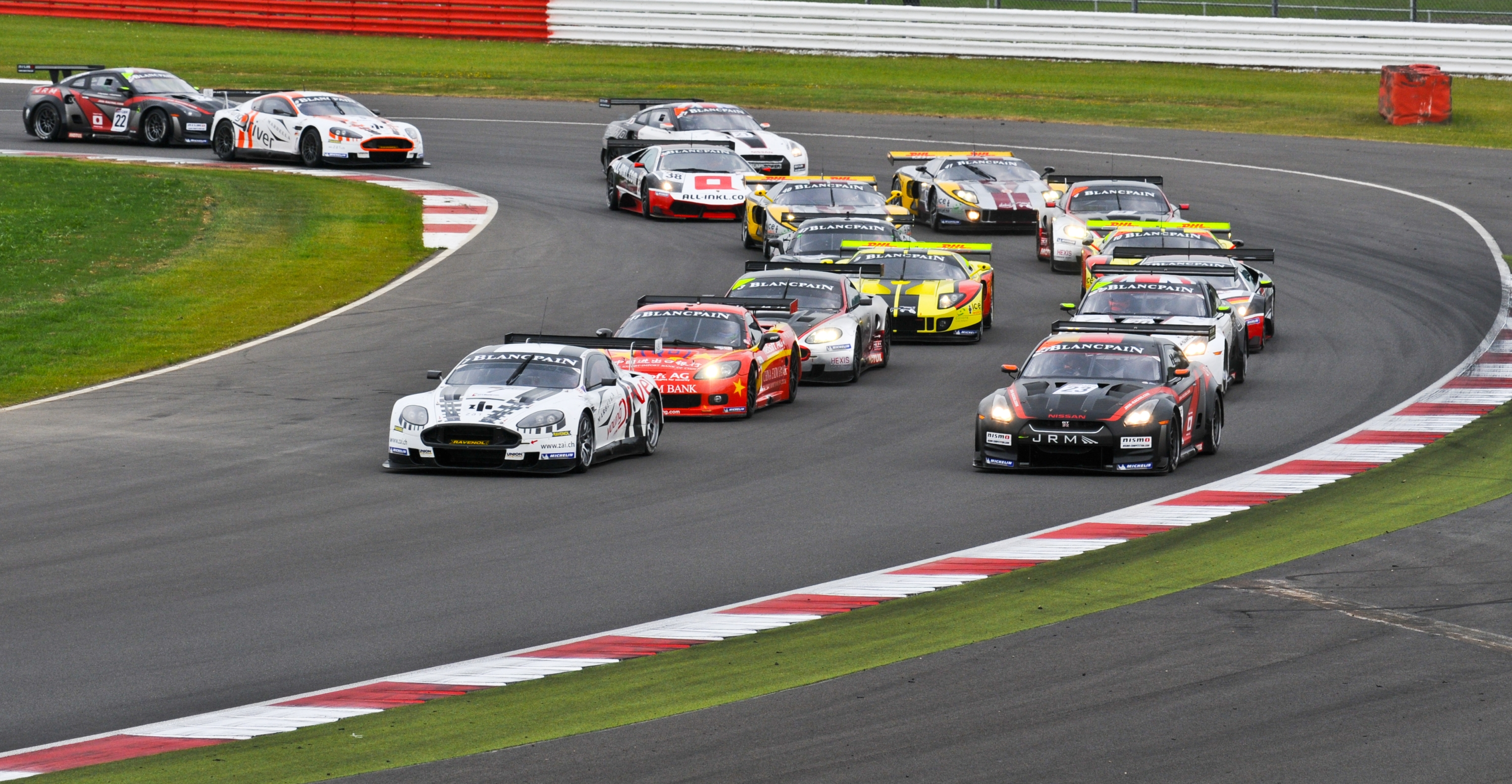
فيا جي تي ون (FIA GT1) في سيلفرستون عام 2011

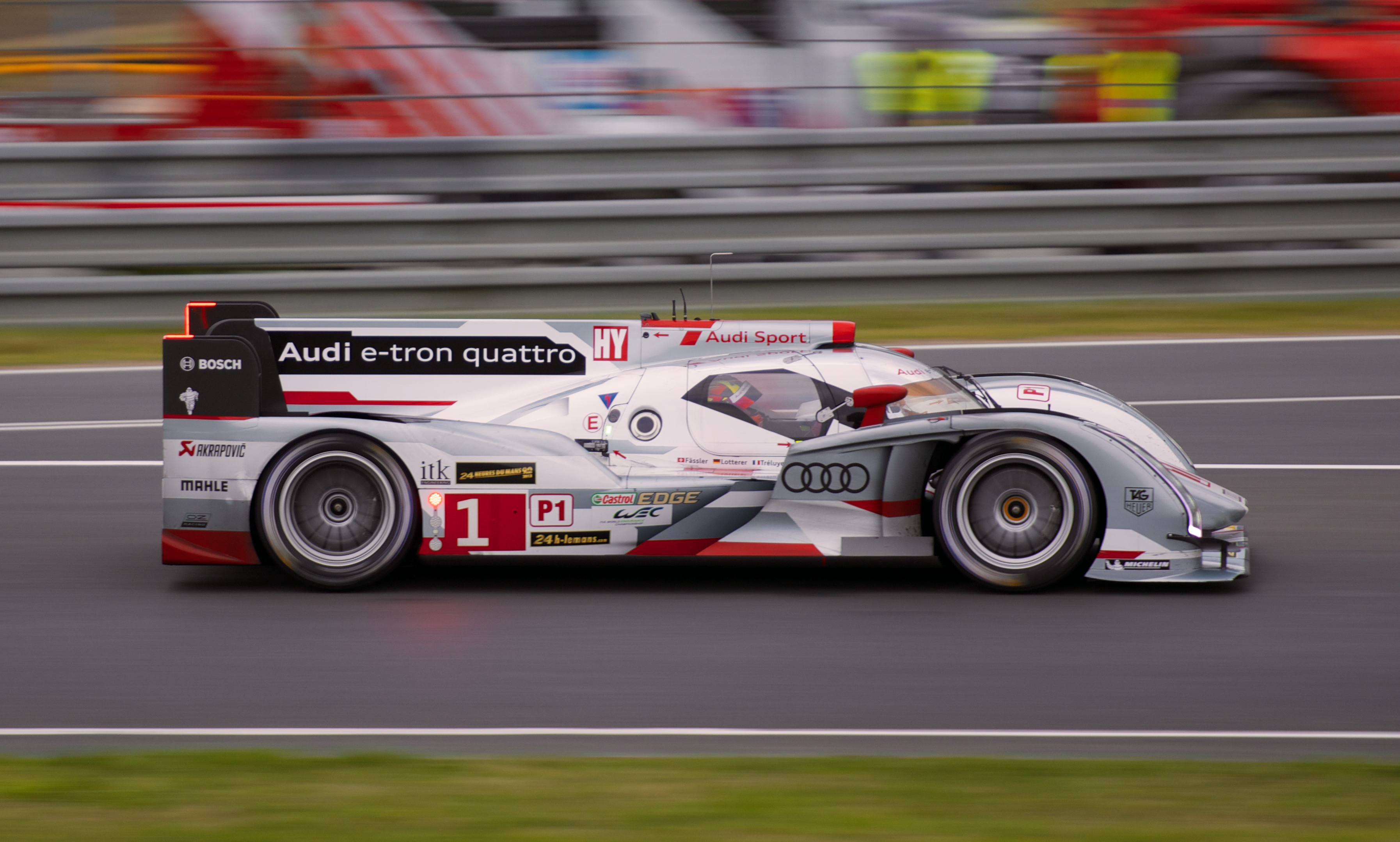
أودي R18 سيارة نموذج لو مان (Le Mans Prototype) خلال سباق تحمّل

في سباقات السيارات الرياضية تتنافس الإصدارات المشتقة من الإنتاج من السيارات الرياضية والمعروفة أيضًا باسم السيارات السياحية الكبرى (GTs)، والسيارات الرياضية النموذجية المصممة لهذا الغرض ضمن فصولها الخاصة على حلبات مغلقة. وسلسلة البطولات الأولى لسباق السيارات الرياضية هي بطولة فيا العالمية للتحمّل. والسلسلة الرئيسية لسباقات السيارات جي تي هي سلسلة البلانكبين جي تي (Blancpain GT)، مقسمة إلى بطولتين منفصلتين: تحدي بلانكبين جي تي العالمي لأوروبا وكأس بلانكبين جي تي للقدرة على التحمل. تشكلت هذه السلسلة بعد طي بطولات فيا جي تي المختلفة.
تشمل بطولات جي تي الرئيسية الأخرى التحدي الأميريكي العالمي للبلانكبين جي تي والتحدي الآسيوي العالمي لبلانكبين جي تي وسوبر جي تي و GT الدولية المفتوحة. وتوجد سلسلة جي تي صغيرة إقليمية ووطنية تستخدم بشكل أساسي سيارات GT4 وGT3 تضم سائقين هواة ومحترفين.
النماذج الرياضية على عكس سيارات جي تي، لا تعتمد على سيارات الطرق القانونية كقاعدة. وهي عبارة عن سيارات ذات عجلات مغلقة وغالبًا ما تكون عبارة عن سيارات سباق مصممة خصيصًا لسباقات التحمل. وتتميز بوزن أقل بكثير وقوة سفلية أكبر مقارنةً بسيارات جي تي، مما يجعلها أسرع بكثير. يتم تسابقهم في 24 ساعة من لومان (تقام سنويًا منذ عام 1923) وفي سلسلة لومان (الأوروبية) وسلسلة لومان الآسيوية وبطولة ويذرتيك سبورتس كار. يشار إلى هذه السيارات باسم سيارات LMP (النموذج الأولي من لو مان) حيث يتم تشغيل LMP1 بشكل أساسي من قبل الشركات المصنعة وسيارات LMP2 الأقل قوة والتي تديرها فرق خاصة. وجميع سيارات سلسلة لو مان (Le Mans) الثلاثة تدير سيارات جي تي بالإضافة إلى نماذج لو مان الأولية. هذه السيارات لها قيود مختلفة عن سيارات فيا جي تي.
يوجد نموذج أولي آخر وبطولة سباق جي تي في الولايات المتحدة، بدأت جراند-أم التي بدأت في عام 2000 بفرض عقوبات على سلسلة التحمل الخاصة بها سلسلة سيارات رولكس الرياضية، والتي تتكون من سيارات سباق أبطأ وأقل تكلفة مقارنة بسيارات LMP وFIA GT. وقد أعلنت سلسلة رولكس للسيارات الرياضية وسلسلة لومان الأمريكية عن اندماج بين سلسلتين تشكلان بطولة ويذرتيك سبورتس كار ابتداءً من عام 2014.
غالبًا ما يتم إجراء هذه السباقات على مسافات طويلة على الأقل 1000 كيلومتر (621 ميل)، ويتم قيادة السيارات بواسطة فرق مكونة من سائقين أو أكثر، كما يتم التبديل كل بضع ساعات. ونظرًا لاختلاف الأداء بين السيارات الرياضية القائمة على الإنتاج والنماذج الأولية الرياضية المصممة لهذا الغرض، عادةً ما يشتمل سباق واحد على عدة فصول في السباق يتنافس كل منها على البطولة الخاصة به.
تشمل سباقات السيارات الرياضية الشهيرة لو مان 24 ساعة ورولكس 24 في دايتونا وبطولة 24 ساعة من سبا فرانشورشان و12 ساعة من سيبرينغ و6 ساعات واتكينز غلين و1000 ميل (1600 كيلومتر) بيتي لومان في طريق أتلانتا. هناك أيضًا 24 ساعة من نوربورغرينغ على حلبة نوردشلايف سيئة السمعة ودبي 24 ساعة، والتي تستهدف جي تي 3 وما دونها مع مزيج من السائقين المحترفين والمؤيدون.

### سباق السيارات المنتجة
سباق سيارات الإنتاج (Production-car racing) والمعروف أيضًا باسم «معرض الأسهم» في الولايات المتحدة، هو نسخة اقتصادية ومقيدة بالقواعد لسباق السيارات السياحية، وتستخدم بشكل أساسي لتقييد التكاليف. وتعتمد العديد من فئات سباقات الإنتاج على أنواع معينة من السيارات.
معظم السلاسل مع استثناءات قليلة تتبع لائحة المجموعة N. إذ أن هناك العديد من السلاسل المختلفة التي يتم تشغيلها في جميع أنحاء العالم، وأبرزها سوبر تايكيو اليابانية وسلسلة الصقر الناري (Firehawk) من الرابطة الدولية لرياضة السيارات IMSA، والتي تم عرضها في الثمانينيات والتسعينيات في جميع أنحاء الولايات المتحدة.

## استخدام الأعلام
في كثير من سباقات السيارات تستخدم الأعلام والشارات التي ترافق السباق، ودورها إعطاء الإشارات التي تستخدم عن انطلاق الرالي أو عند الوقوف أو لايعطاء تعليمات بنهاية السباق وبدايته.
| أعلام                                                   | تعرض الأعلام من برج البداية                                                                 | وكذلك تعرض لعمليات المراقبة |
| ------------------------------------------------------- | ------------------------------------------------------------------------------------------- | --------------------------- |
| العلم الأخضر                                            | أعطاء تعليمات لبداية دورة السباق أو لنهايتها.                                               |                             |
| العلم الأصفر                                            | الحذر الكامل ويعني إعطاء إشارة إلى وجود اهليجيات خطرة في السباق وتستخدم لتوخي الحذر الكامل. |                             |
| العلم الأصفر مع خطوط حمراء                              | يستخدم للتدليل على وجود سوائل على سطح الطريق .                                              |                             |
| العلم الأسود                                            | يعطى عند دخول السيارة الحارة المخصصة لها للصيانة وتعبئة وقود.                               |                             |
| علم أسود وفي الوسط دائرة حمراء أو ما يسمى بعلم الميتبال | يدل على ان السيارة فيها عطل ما ويجب أن تخرج للصيانة.                                        |                             |
| علم أسود وأبيض                                          | وهذا العلم يعطى للسائق أو لرقم السيارة دليل على المخالفة وقد يعاقب أحيانا.                  |                             |
| علم أسود مع خطين بيض متضاربين الأبيض المتضارب           | يعطى ان الوقت غير محسوب لخطء ما قد عمله السائق وتحسب من جهته.                               |                             |
| علم أزرق مع خطين صفر متضاربين                           | أعطاء السيارة تعليمات لزيادة السرعة أو فسح المجال للغير.                                    |                             |
| علم أحمر                                                | وهذه الدورة هي إعطاء التعليمات بالتوقف لجميع السيارات أو العودة للحارات المخصصة.            |                             |
| علم أبيض                                                | وجود سيارة بطيئة على المسار.                                                                |                             |
| علم ملون                                                | أعلان نهاية السباق.                                                                         |                             |

## الحوادث
أسوأ حادث في تاريخ السباقات هو كارثة لومان عام 1955، حيث قتل أكثر من 80 شخصًا بمن فيهم السائق الفرنسي بيير ليفيغ [الإنجليزية].

## إعداد سيارة السباق
في سباق السيارات يعد إعداد السباق أو إعداد السيارة هو مجموعة التعديلات التي تم إجراؤها على السيارة لتحسين سلوكها (الأداء، والتوجيه، والموثوقية، وما إلى ذلك). إذ يمكن أن تحدث التعديلات في أنظمة التعليق والفرامل وناقلات الحركة والمحركات والإطارات وغيرها الكثير.

### الديناميكا الهوائية
تلعب الديناميكا الهوائية وتدفق الهواء دورًا كبيرًا في إعداد سيارة السباق. إذ تعمل القوة السفلية الديناميكية الهوائية على تحسين التعامل مع سيارات السباق من خلال خفض مركز الجاذبية وتوزيع وزن السيارة بالتساوي على كل إطار. وبمجرد تحقيق ذلك ينخفض استهلاك الوقود وتنخفض القوى ضد السيارة بشكل كبير. يتم إجراء العديد من تجارب الديناميكا الهوائية في أنفاق الرياح لمحاكاة مواقف الحياة الواقعية أثناء قياس قوى السحب المختلفة على السيارة. وتنتج «الطرق المتدحرجة» العديد من حالات الرياح وتدفق الهواء المباشر بسرعات وزوايا معينة. فعندما يتم تثبيت ناشر أسفل السيارة، يتم تقليل مقدار قوة السحب بشكل كبير، ويتم تعديل الديناميكا الهوائية الكلية للمركبة بشكل إيجابي. إذ تقوم الأجنحة وقناة الكاناردز بتوجيه تدفق الهواء بأكثر الطرق فعالية للحصول على أقل قدر من السحب من السيارة. وقد ثبت تجريبياً اكتساب القوة السفلية وتغيير التعامل مع المركبات بشكل كبير عند تثبيت الأجنحة الديناميكية الهوائية في مقدمة ومؤخرة السيارة.

### التعليق
يلعب التعليق دورًا كبيرًا في منح سيارة السباق القدرة على القيادة بالشكل الأمثل. إذ يتم تركيب الصدمات رأسياً أو أفقيًا لمنع الجسم من الدوران في الزوايا. ويعد التعليق مهمًا لأنه يجعل السيارة مستقرة ويسهل التحكم فيها ويبقي الإطارات على الطريق عند القيادة على طرق غير مستوية. ويعمل بثلاث طرق مختلفة بما في ذلك رأسيًا وطوليًا وأفقياً للتحكم في الحركة عند السباق على مسارات مختلفة.

### الإطارات
تُستخدم الإطارات المسماة مُركبات آر (بالإنجليزية: R-Compounds)‏ بشكل شائع في رياضة السيارات للحصول على كميات كبيرة من الجر. إذ يسمح المطاط الناعم لها بالتمدد عند تسخينها، مما يزيد من مساحة السطح على الرصيف، وبالتالي إنتاج أكبر قدر من الجر. وهذه الأنواع من الإطارات ليس بها أخاديد عليها. ويعتمد ضغط الإطارات على درجة حرارة الإطار والمسار عند السباق. ففي كل مرة يسحب السائق داخل الحفر، يجب اختبار ضغط الإطارات ودرجة الحرارة لتحقيق الأداء الأمثل. وعندما تصبح الإطارات ساخنة للغاية، فإنها تنتفخ أو تضخم وتحتاج إلى تفريغها إلى الضغط الصحيح. وعندما لا يتم تسخين الإطارات فإنها لن تعمل بشكل جيد.

### الفرامل
تعتبر الفرامل في سيارة السباق أمرًا ضروريًا في إبطاء السيارة وإيقافها في أوقات محددة وارتداءها بسرعة اعتمادًا على الطريق أو المسار الذي تسير فيه السيارة، وعدد اللفات التي يتم تشغيلها، وظروف المسار بسبب الطقس، وعدد دورات الحذر التي تتطلب تشغيل المزيد من الكبح. هناك ثلاثة متغيرات يجب مراعاتها في السباق: إزاحة دواسة الفرامل، وقوة دواسة الفرامل، وتباطؤ السيارة. مجموعات مختلفة من هذه المتغيرات تعمل معًا لتحديد صلابة وحساسية وقوة دواسة الفرامل. فعند استخدام الفرامل بشكل فعال، يجب أن يمر السائق بمرحلة تراكم وينتهي بمرحلة تعديل. وتشمل هذه المراحل تحقيق أقصى تباطؤ وتعديل ضغط الفرامل. إذ يتم قياس أداء الفرامل من خلال اللدغة والاتساق. إذ تحدث اللدغة عندما يستخدم السائق الفرامل لأول مرة ولم يتم تسخينها لدرجة الحرارة الصحيحة للعمل بكفاءة. ويتم قياس الاتساق بمدى اتساق الاحتكاك خلال فترة الكبح بالكامل. ويحدد هذان القياسان تآكل الفرامل.

### المحرك
يحتاج محرك سيارة السباق إلى كمية كبيرة من الهواء لإنتاج أقصى طاقة. إذ يمتص مشعب سحب الهواء الهواء من المجارف الموجودة على غطاء المحرك والمصد الأمامي ويغذيه في المحرك. ويتم استخدام العديد من تعديلات المحرك لزيادة القدرة الحصانية والكفاءة بشكل شائع في العديد من هيئات مصادقة السباق. يتم ضبط المحركات على آلة تسمى مقياس الدينامومتر المعروف في عالم السباقات باسم DYNO. إذ يتم قيادة السيارة على DYNO ويتم توصيل العديد من المقاييس وأجهزة الاستشعار بالسيارة التي يتم التحكم فيها عبر برنامج عبر الإنترنت لاختبار القوة أو عزم الدوران أو الطاقة. فمن خلال الاختبار يمكن تغيير خرائط محرك السيارة للحصول على أكبر قوة حصانية من السيارة في النهاية.

## سائق السباقات
عادةً ما يتم دفع رواتب سائقي السباقات في أعلى المستويات من قبل الفريق أو الرعاة، ويمكنهم الحصول على رواتب كبيرة جدًا.
على عكس ما قد يُفترض عمومًا فإن سائقي السباق كمجموعة ليس لديهم ردود أفعال أفضل أو وقت استجابة محيطي أفضل بشكل غير عادي. خلال التقييمات الفسيولوجية (والنفسية) المتكررة لسائقي السباقات المحترفين، فإن السمتين البارزين هما حاجة المتسابقين شبه الهوس للتحكم في محيطهم (الجانب النفسي)، والقدرة غير العادية على معالجة المعلومات سريعة الحركة (الفسيولوجية). وفي هذا لاحظ الباحثون وجود علاقة قوية بين الملامح النفسية للمتسابقين وتلك الخاصة بالطيارين المقاتلين. ففي الاختبارات التي تقارن المتسابقين بأفراد من عامة الناس، كلما زاد تعقيد مصفوفة معالجة المعلومات زادت فجوة السرعة بين المتسابقين والجمهور.[بحاجة لمصدر]
جزئياً نظرًا لإمكانيات أداء سيارات السباق الحديثة، يحتاج سائقي السباق إلى مستوى عالٍ من اللياقة البدنية والتركيز والقدرة على التركيز على مستويات عالية لفترات طويلة في بيئة صعبة بطبيعتها. ويشتكي سائقي السباقات بشكل أساسي من آلام في مناطق أسفل الظهر والكتف والرقبة.
يواجه سائقي السباقات قوى جي كبيرة للغاية لأن السيارات ذات الصيغة والنماذج الرياضية تولد المزيد من القوة السفلية وتكون قادرة على الانعطاف بسرعات أعلى بكثير. يتعرض سائقو الفورمولا 1 بشكل روتيني لأحمال G تزيد عن 4.5 جم.

## اقرأ أيضا
- دمية تجارب تصادمية
- حلبة سباق
- لعبة فيديو سباقات